# Vlag van Shiga

Vlag van Shiga (ratio 2:3)

De prefecturale vlag van Shiga bestaat uit een lichtblauw vlak met een wit gestileerd katakana-karakters シ [shi] ガ [ga] in de vorm van een cirkel. Deze staan om harmonie uit te drukken, waarbij de binnenste cirkel het Biwameer voorstelt en de vleugels de vooruitgang. De lichtblauwe achtergrond is het denkbeeldige kleurvlak van het Biwameer. De prefecturale vlag werd op 16 september 1968 aangenomen.